# Thressa cyanescens
Thressa cyanescens är en tvåvingeart som först beskrevs av Becker 1916.  Thressa cyanescens ingår i släktet Thressa och familjen fritflugor.
Artens utbredningsområde är Taiwan. Inga underarter finns listade i Catalogue of Life.